# Erinnerungs- und Denkmale in Lübeck
Erinnerungs- und Denkmale in Lübeck ist eine Liste panoramafreier Skulpturen, Objekte, Denk- und Erinnerungstafeln in der Stadt Lübeck, die als Denkmal an eine bestimmte Person oder ein bestimmtes Ereignis erinnern. Sie sind in der zeitlichen Folge der aufgeführten Themen geordnet.
Plastiken und Objekte ohne einen Bezug zu einer bestimmten Person oder einem historischen Ereignis finden sich in der Liste Skulpturen und Objekte in Lübeck.
Kulturdenkmale sind in der Liste der Kulturdenkmale in Lübeck aufgeführt.

## Mittelalter und Frühe Neuzeit

### Heinrich-der-Löwe-Denkmal

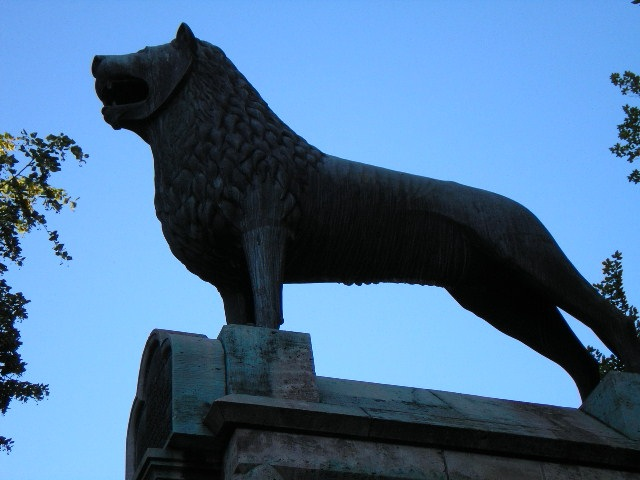
Lübecker Kopie des Braunschweiger Löwen
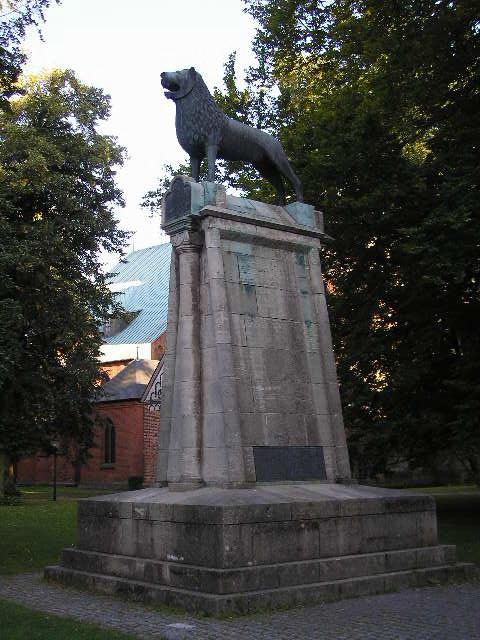
Löwe in groß

Am 9. Oktober 1930 wurde das Erinnerungsmal an den zweiten Begründer Lübecks, Herzog Heinrich den Löwen, im Garten des Museums am Dom von dem Direktor des Museums, Willibald Leo von Lütgendorff-Leinburg, dem Direktor der Gesellschaft zur Beförderung gemeinnütziger Tätigkeit, Adolf Ihde, übergeben. Die Aufstellung erfolgte an der Stelle, die der Herzog bei der Begründung des Domes auf dem bewaldeten Hügel nahe der Trave, voraussichtlich zuerst betreten haben wird.
Das Original des Löwen ließ Heinrich der Löwe zwischen 1163 und 1181 in Braunschweig errichten. Der heutige Abguss vor dem Lübecker Dom entstand 1975. Wie auch in Ratzeburg und Schwerin, erinnert der Löwe an die Gründungen des Herzogs.

### Grundstein Katharinenkirche (1335)
Erinnerungsplatte an die Grundsteinlegung der Katharinenkirche durch den Lübecker Bischof Heinrich II. Bochholt am 23. Juli 1335 in der Westfassade an der Königstraße links neben dem Hauptportal.

### Kleverschusskreuz (1436)
An der Roeckstraße auf der Höhe des Stadtparks, kurz vor der Gabelung der Arnimstraße (früher die alte Landstraße Richtung Wismar) und Marlistraße (Richtung Mark Brandenburg).

### Portal Füchtingshof (1639)
Johann Füchting

## 19. Jahrhundert

### Arnim-Denkmal
An der Wesloer Landstraße findet sich der Gedenkstein für den Major der Hanseatischen Legion Friedrich W. L. von Arnim, der am 5. September 1813 bei dem Versuch, die französisch-dänische Besatzungstruppe in Lübeck handstreichartig zu besiegen, von einer verirrten Kugel tödlich getroffen wurde. Die (Süd-)Inschrift lautet: „FRIEDR:WILH:LUDW von ARNIM / AUS DEM HAUSE SUCKOW / KÖNIGL:PREUSS:U:GROSBRITT: / MAIOR / RITTER DES VERDIENST UND / JOHANNITER=ORDENS / ERSTER FÜHRER DER / HANSEATISCHEN REUTEREI / GEB D: 10 APRIL 1780 / GEFALLEN D: 5 SEPT:1813 / BEI EINEM VERSUCHE ZU LÜBECKS BEFREIUNG“. Auf der Nordseite steht: „FÜR DAS VATERLAND HAT / ER SEIN BLUT VERGOSSEN / AUCH AUS SEINEM BLUTE IST / EUCH HEIL ENTSTANDEN / DENKET DANKBAR SEIN DIE / IHR VORÜBER GEHT / UND GELOBET ES IN DER / FREIHEIT SCHÖNEN TAGEN / IMMER HELDENMÜTHIG / GUT UND BLUT ZU WAGEN / WENN DAS VATERLAND / IN NOTH IHR SEHT / * / DIESES DENKMAL / SETZTEN DEM HELDEN / TREUE KAMPFGENOSSEN“

Diese Verse stammen von dem reformierten Pastor Johannes Geibel (dem Vater von Emanuel Geibel), der auch der Einweihungsfeier von Lübecks erstem Kriegerdenkmal am 18. Oktober 1814 beiwohnte.

### Bismarck-Denkmal
Dem Reiterstandbild des Kaisers gegenüber steht unweit vom Lübecker Bahnhof in der Parkanlage des Lindenplatzes das Denkmal des ehemaligen Reichskanzlers Otto von Bismarck. Die von Hans Hundrieser nach seinem zweitplatzierten Entwurf für das Hamburger Bismarck-Denkmal geschaffene Statue wurde am Sedantag des Jahres 1903 auf dem heutigen Holstentorplatz vom Bürgermeister Heinrich Klug enthüllt und im Namen des Senates und der Bürgerschaft entgegengenommen. Es wurde von der Kunst- und Glockengießerei Lauchhammer gegossen.

### Geibel-Denkmal
Am Koberg befindet sich zwischen dem Heiligen-Geist-Hospital und der Jakobikirche auf dem Geibelplatz das Denkmal des Dichters Emanuel Geibel von Hermann Volz. Es wurde 1889 enthüllt und zog auf dem Koberg, der von 1889 bis 1936 den Namen Geibelplatz trug, mehrfach um.

### Prahl-Denkmal
Am 7. Juli 1820 wurde ein Denkmal für Jürgen Paul Prahl an der Stelle seiner Hinrichtung eingeweiht. Der von klassizistischen Architekten und Lübecker Stadtbaumeister Joseph Christian Lillie entworfene, drei Meter hohe Obelisk trägt an der Vorderseite die Inschriften Waffengewalt erkohr zum Opfer den friedlichen Bürger sowie Innig danke dem Herrn jeder, den Freiheit beglückt, und auf der Rückseite Hier sank J. P. Prahl den VII. Juli MDCCCXIII sowie Der Unschuld allgemeine Achtung. Von vereinten Aemtern errichtet MDCCCXX.
Da beim Bau des Elbe-Lübeck-Kanals 1898 dieser Teil der Lübecker Wallanlagen abgetragen wurde, versetzte man das Denkmal um etwa 50 Meter auf die Krone eines verbliebenen Wallrests, wo es sich bis heute befindet.

### Lutherbuche
Zur Erinnerung an das 700-jährige Bestehen des Domes (1873) traf ein Ableger der Lutherbuche vom Lutherdenkmal (Steinbach) bei Bad Liebenstein in Thüringen in Lübeck ein und wurde auf dem Domkirchhof eingepflanzt.

### Deutsch-Französischer Krieg
Auf dem Burgtorfriedhof bei den beiden Grabstätten für die in Lübeck während des Deutsch-Französischen Krieges verstorbenen Soldaten beider Länder wurde bis 1914 alljährlich, da die Hansestadt kein großes öffentliches allgemein zugängliches Kriegerdenkmal besitzt, am Sedantag der Toten gedacht.
Das Grab der deutschen, in Lübeck an den Folgen ihrer Wunden verstorbenen Soldaten wurde als hohes, reich verziertes Sandsteinmonument erbaut, dessen Turmartiger Aufbau ein Eisernes Kreuz krönte. Die auf der Rückseite des Denkmals aufgelisteten Toten stammen aus dem „Garnison-Lazareth des Mecklb.-Schwerin. Gren.-Reg. Nr. 89, 1. Bat.“
Wenige Schritte rechts von dem deutschen befindet sich das der hier verstorbenen französischen Soldaten, in Form eines damals von Efeu überwachsenen Granit-Findlings. Seine Inschrift verweist darauf, dass dort die im Reserve-Lazarett zu Lübeck verstorbenen Soldaten ruhen.
Lübeck selbst besitzt kein großes öffentliches Denkmal an seine gefallenen Soldaten, größtenteils Füsiliere aus dem heimischen Bataillons des 2. Hanseatischen Infanterie-Regiments Nr. 76, jenes Krieges. Jene sind auf ansehnlichen Tafeln im nördlichen Chorumgang der Marienkirche aufgelistet.

## 20. Jahrhundert

### Gedenkstein Langenbuch
Gedenkstele für Metaphius Theodor August Langenbuch, den Schöpfer des Lübecker Stadtparks.

### Kaiser-Wilhelm-Denkmal
In der Grünanlage am Lindenplatz ist Kaiser Wilhelm I. zu Pferd nach dem Entwurf des Bildhauers Louis Tuaillon aus dem Jahr 1912 in Bronze dargestellt. Es war das letzte in Deutschland begonnene Reiterstandbild des Kaisers, konnte aber kriegsbedingt erst 1921, als Tuaillon bereits gestorben war, gegossen werden. Infolge der Novemberrevolution lehnte die Stadt seine Aufstellung als unzeitgemäß ab, woraufhin der Kaufmann und Kunstsammler Siegfried Buchenau es als Privatbesitzer erwarb und in seinem Park bei Nienburg aufstellte. Erst nach Rückkauf durch die Stadt erhielt das Denkmal 1934 seinen heutigen Platz gegenüber dem Bismarck-Denkmal.

### Brunnen am Von-Großheim-Platz
Ende Dezember 1912 gedachte seine Vaterstadt ihres Sohnes, des Architekten Karl von Großheim, durch die Errichtung einer Brunnenanlage auf dem Platz vor seinem Elternhaus in der Bäckerstraße 21, die seinen Namen trug. Die im Atelier der Firma Kayser und v. Grossheim entworfene halbrunde Anlage fügt sich in dem Platz ein. Der mittlere Aufbau trug das von der Gattin des Verstorbenen gestiftete Bronzebildnis, welches von Professor Manzel erschaffen wurde. Rechts und links der darunter befindlichen Inschrift ließen Muscheln ihre Wasserstrahlen in ein Becken, dem sich zu beiden Seiten Sitzbänke mit hohen Rückenlehnen anschlossen, fließen. Der Abschluss wurde von vier Pfeilern mit ornamental behandelten Blumenbekrönungen gegliedert. Der Brunnen, der durch gärtnerische Anlagen mit seiner Umgebung passend verbunden wurde, bestand aus Muschelkalkstein.

### Ehrenmal der Landgemeinde Wesloe
Schlichte Granit-Stele in einem kleinen Hain auf den alten Schanzen an der Brandenbaumer Landstraße; 1921 errichtet von der Gemeinde Wesloe (Alt Lauerhof, Wesloe, Brandenbaum und Hohenwarte) unmittelbar vor ihrer Eingemeindung nach Lübeck-St. Gertrud. Inschrift (nach 1945 erweitert): Zum Gedenken an die Gefallenen der Kriege 1914–1918 und 1939–1945 Errichtet von der Gemeinde Wesloe 1921. Heute betreut vom Gemeinnützigen Verein e.V. für die Stadtteile Eichholz, Krögerland, Wesloe und Brandenbaum. 

### Turnerschafts-Ehrenmal
Für die im Ersten Weltkrieg Gefallenen der Lübecker Turnerschaft gestaltete Hans Schwegerle Anfang der 1920er Jahre ein Ehrenmal auf dem Sportplatz Buniamshof.

### Denkmal in der Dornbreite
Im Jahre 1932, als für 20.000 Händepaare keine Arbeit in Lübeck war, gab das Reich 450.000,00 RM Baudarlehen für 165 Siedlerstellen und 600 Kleingärten

### Sterbender Krieger
(Zentrales) Ehrenmal für Hans Küstermann durch den Bildhauer Fritz Behn (1919) im Auftrag der Witwe für den Ehrenfriedhof.

### Helm ab zum Gebet
Kriegerdenkmal für die im Ersten Weltkrieg Gefallenen des Infanterie-Regiments Lübeck (3. Hanseatisches) Nr. 162 von Richard Kuöhl. Es steht seit 1923 auf dem Ehrenfriedhof, konnte jedoch – wie es hieß aufgrund der politischen Umstände – erst 1926 eingeweiht werden.

### Gedenkstein für die in Deutsch-Südwest-Afrika gefallenen ehemaligen Angehörigen des RegimentsLübeck
Zum zehnjährigen Bestehen stiftete der Kameradschaftsbund der ehemaligen 76er und 162er zu Lübeck einen Gedenkstein für die in Deutsch-Südwest-Afrika gefallenen ehemaligen Angehörigen des Regiments.
Dieser stand auf dem Hofe der Marli-Kaserne (I. Batl.) und wurde am 23. Juni 1907 dem Kommandeur übergeben.
Dass der Termin nicht mit dem Stiftungstag des Regiments zusammengefallen sei, hätte, so berichteten die Lübecker Zeitungen, an der zu jener Zeit ungünstigen Witterung sowie des Aufenthalts des Regiments im Lockstedter Lager gelegen.
Die Tafel liegt heute nahezu unlesbar von Grünspan überzogen auf dem Boden des Ehrenfriedhofs.

### Ehrenmal am Straßenbahndepot
- Vom ehemaligen Straßenbahndepot des Stadtverkehr Lübeck in der Roeckstraße hat sich nur das Kriegerdenkmal für die gefallenen Lübecker Straßenbahner des Ersten Weltkrieges neben der Pförtnerei des ehemaligen Betriebsgeländes erhalten.
- Entstehung: 1935
- Material: Stahl auf gemauerter Ziegelstele, die einzelnen Backsteine enthalten als Relief die Namen der Gefallenen und das Entstehungsjahr des Denkmals.
- Standort: Roeckstraße

### Kriegerdenkmal der Mariengemeinde

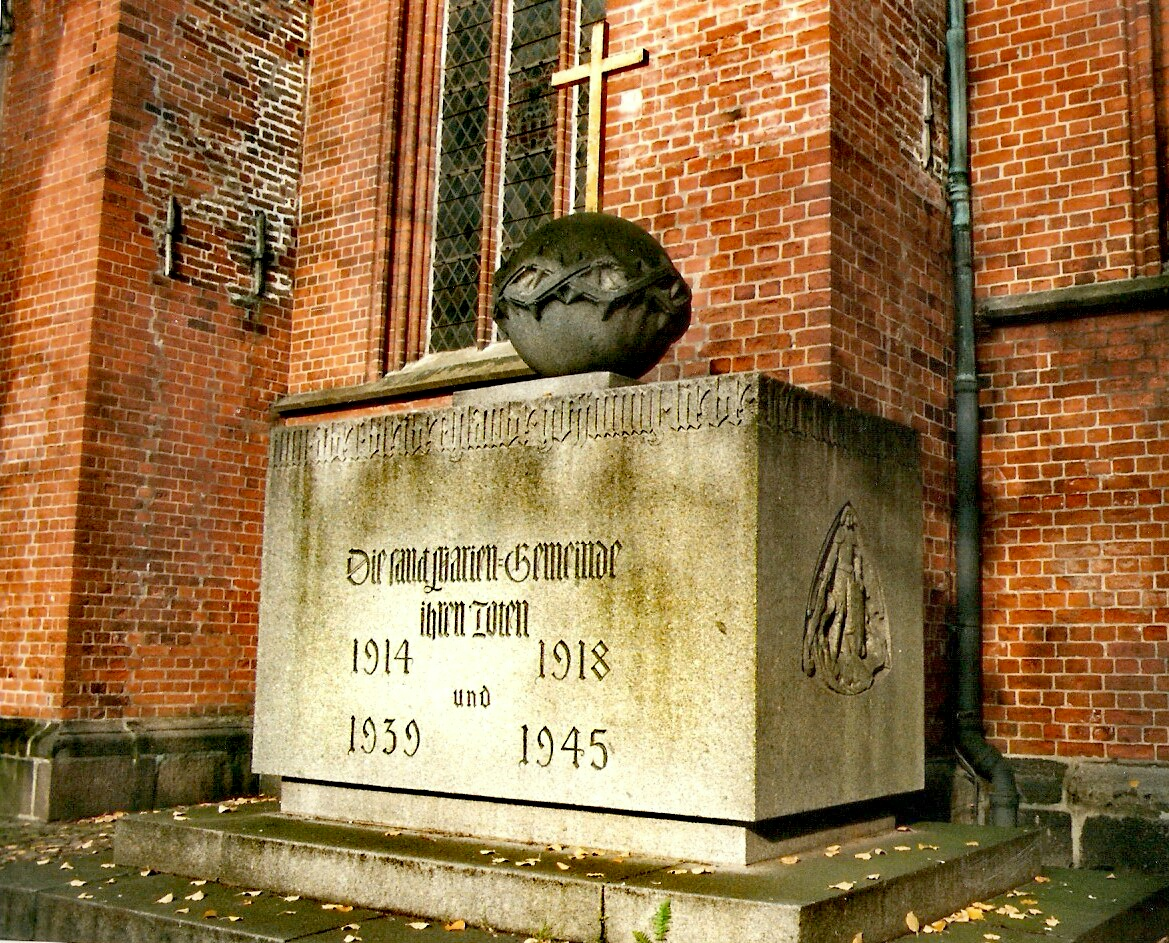

Auf dem Marienkirchhof an der Lübecker Marienkirche befindet sich das 1929 von dem Bildhauer Hermann Joachim Pagels für die Kirchengemeinde geschaffene Denkmal aus schwedischem Granit aus Karlshamn. Die Inschrift lautet: Nun aber bleibet Glaube, Hoffnung, Liebe (1 Kor 13,13 ), Die St. Marien Gemeinde ihren Toten 1914 1918 später ergänzt: und 1939 1945

### Ehrenmal an der Propsteikirche Herz Jesu

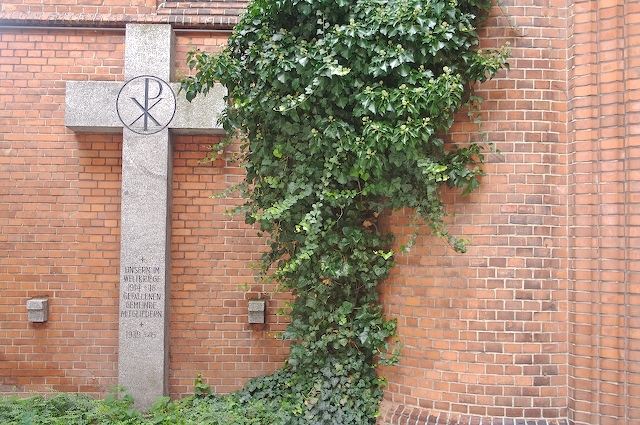

Neben dem Eingang zur Herz-Jesu Kirche an der Parade. Schlichtes Kreuz mit Christusmonogramm im Zentrum und Inschrift: + UNSEREN IM WELTKRIEG 1914–1918 GEFALLENEN GEMEINDE MITGLIEDERN + 1939–1945

### Denkmal für Carl Hans Lody
In der Außenmauer neben dem Burgtor; geschaffen von Otto Mantzel, eingeweiht am 6. November 1934, 1946 bis auf die Schrifttafel entfernt.

### Jahn-Denkmal
In einem 1870/71 angepflanzten Eichenhain an der Travemünder Allee befindet sich das 1936 von einem nicht bekannten Steinmetzen geschaffene Denkmal für den Turnvater Friedrich Ludwig Jahn aus sächsischem Granit mit dem Motiv der vier Fs.

### Luther-Denkmal
- Das von dem Bildhauer Fritz Behn 1937 geschaffene Denkmal für Martin Luther schmückt die Fassade der Lutherkirche, die der einzige Kirchenneubau in der Architekturvorstellung der Deutschen Christen und des NS-Staates in Lübeck ist. Die Plastik aus unterfränkischem Muschelkalk ist die letzte Arbeit Behns für Lübeck.
- Entstehung: 1937
- Standort: Moislinger Allee, Lutherkirche

### Moltke-Denkmal
In der Breiten Straße Nr. 61 wohnte 1891 Heinrich Titus Borchers, Teilhaber der Druckerei Gebrüder Borchers, und Jahre vorher ein gewisser von Moltke. In den täglich dort gedruckten Lübeckischen Anzeigen rief dieser am 3. Mai 1891 erstmals zu Spenden für ein Denkmal von Moltkes auf. Den Entwurf des beim Lübecker Stadtbauamt beschäftigten aus Österreich stammenden Architekten Julius Alexander Kubik führte 1893 der Bildhauer Emil Köhne bei der Steinhauerei J. C. Rechtglaub aus. Dessen Inschrift lautete: In diesem haus lebte Graf Helmuth von Moltke, 1804 ― 1806
Das Medaillon wurde von dem Gießer Johann Jürgen Hübner gegossen.
Bei dem Abriss im Jahre 1901 konnte der Sandstein des 1893 enthüllten Denkmals, an dessen Beschriftung man Anstoß nahm, nicht gerettet werden. Das Medaillon aber wurde gerettet und prangte seitdem an verschiedenen Stellen des Karstadt-Gebäudes, heute an der Wand eines Zugangs des Warenhauses.

### Denkmal Erprobungsstelle See
Das Denkmal in der Wiekstraße auf dem Priwall erinnert an die Toten der Erprobungsstelle See, die hier von 1928 bis 1945 bestand. Es hat die Form eines schlanken hohen Backsteinturmes. Auf der Spitze eine Einblatt-Luftschraube. Im Sockelbereich zwei Plaketten mit Inschriften.

### Buxtehude-Gedächtnis-Plastik
- 1964 als Kunst am Bau der Neuen Heimat für die Eigenheimsiedlung im Musikerviertel von Lübeck-St. Lorenz entstandene abstrakte Plastik für den Lübecker Marienorganisten und Komponisten Dietrich Buxtehude von Vilma Lehrmann-Amschler[16]
- Standort: Grünanlage am Ende der Haydnstraße.

### Gedenkstätte für die Opfer der Nationalsozialistischen Gewaltherrschaft
- Entstehung: 1986
- Material:
- Standort: Gedenkstätte am Ende der Parade neben dem Zeughaus am Dom

### Gedenktafeln für die Lübecker Märtyrer

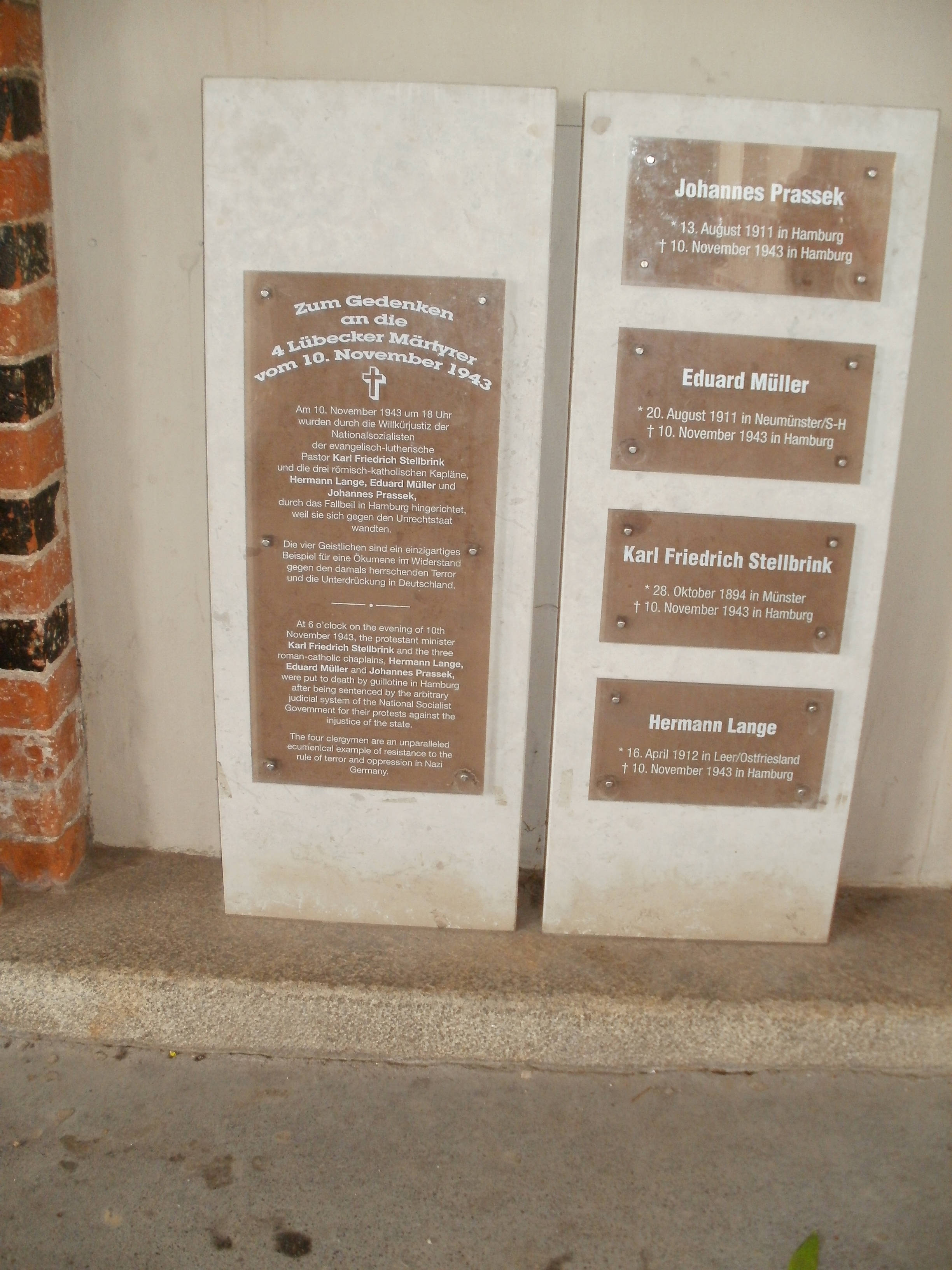
Gedenktafeln Lübecker Märtyrer

- Gedenktafeln für die vier von den Nationalsozialisten hingerichteten Lübecker Geistlichen
- Aufstellung 2004
- Standort: Rathaus-Arkaden
- Material: Plexiglas auf Sandsteintafeln

Die katholischen Geistlichen Lange, Müller und Prassek
wurden 2011 von Papst Benedikt XVI. seliggesprochen.

### Denkmal Otto Passarge
- Denkmal für den Lübecker Bürgermeister der Wiederaufbauzeit nach dem Zweiten Weltkrieg Otto Passarge von Josef Wieczorek.
- Entstehung: 1998
- Standort: vor dem Verwaltungsgebäude des Lübecker Bauvereins

### Gedenkstele Todesmarsch

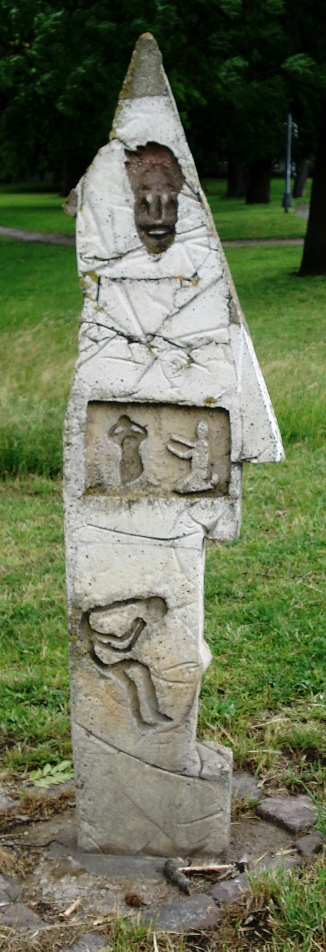

- Stele zum Gedenken an den KZ Fürstengrube-Todesmarsch
- Entstehung: 1999
- Standort: an der Südwestecke des Burgfelds

### Gedenkstein Befreiung 1945

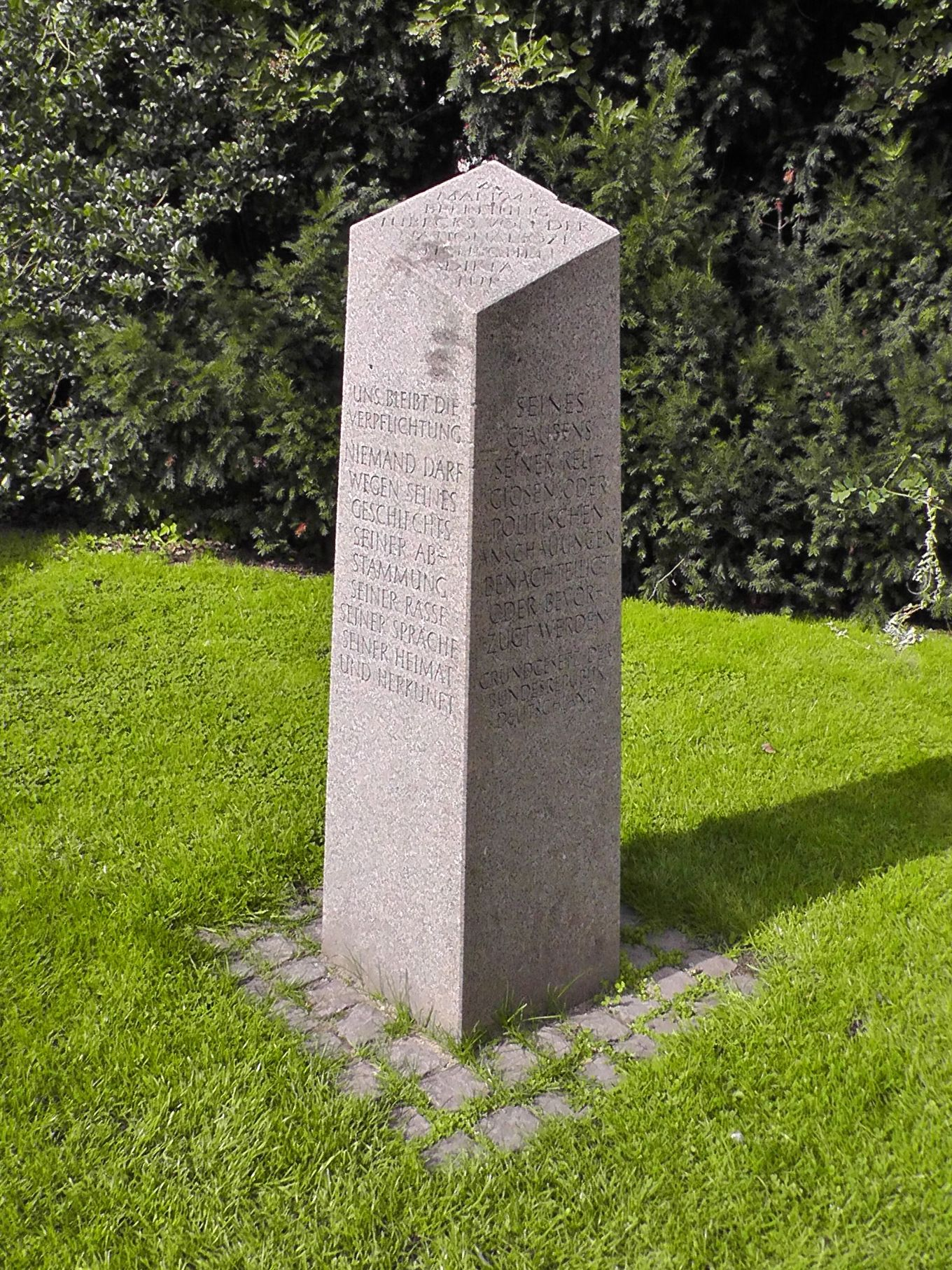
Gedenkstein Kapitulation 1945

- Gedenkstein zur Befreiung Lübecks 1945. Inschrift oben: 2./Mai 1945/Befreiung/Lübecks von der/nationalsozi/alistischen/Diktatur

Umschrift: Auszüge aus dem Grundgesetz
- Standort: auf der Feldseite des Holstentores (links)

### Deportation der Lübecker Juden
Neben dem Eingangsportal des Lübecker Hauptbahnhofs findet sich das Mahnmal „Vor den Augen aller“ von Friederike Jürß. Es handelt sich einmal um ein Mahnmal der anderen Art. An drei Fahnenmasten finden sich die Flaggen mit Gedanken der Opfer – so zum Beispiel Auszüge aus den Abschiedsbriefen der Deportierten. Die Fahnentexte werden zu unterschiedlichen Jahrestagen ausgetauscht. Eröffnet wurde das Mahnmal am 7. Dezember 2013 (Standort: ⊙). Die Gedenk-Fahnen werden zu unterschiedlichen Gedenktagen ausgetauscht: 27. Januar 1945: Befreiung KZ Auschwitz; 26. Februar 1943, 2. April 1942 und 16. Juli 1942: Deportation nach Theresienstadt; 2. Mai 1945: Kriegsende in Lübeck; 16. Mai 1940: Deportation von Sinti und Roma von Lübeck nach Auschwitz; 16. September 1940: Deportation von Patienten der Heilanstalt Strecknitz und der Vorwerker Heime; 6. Dezember 1941: Deportation jüdischer Lübecker nach Riga.

### Gedenkstätte Hafenstraße

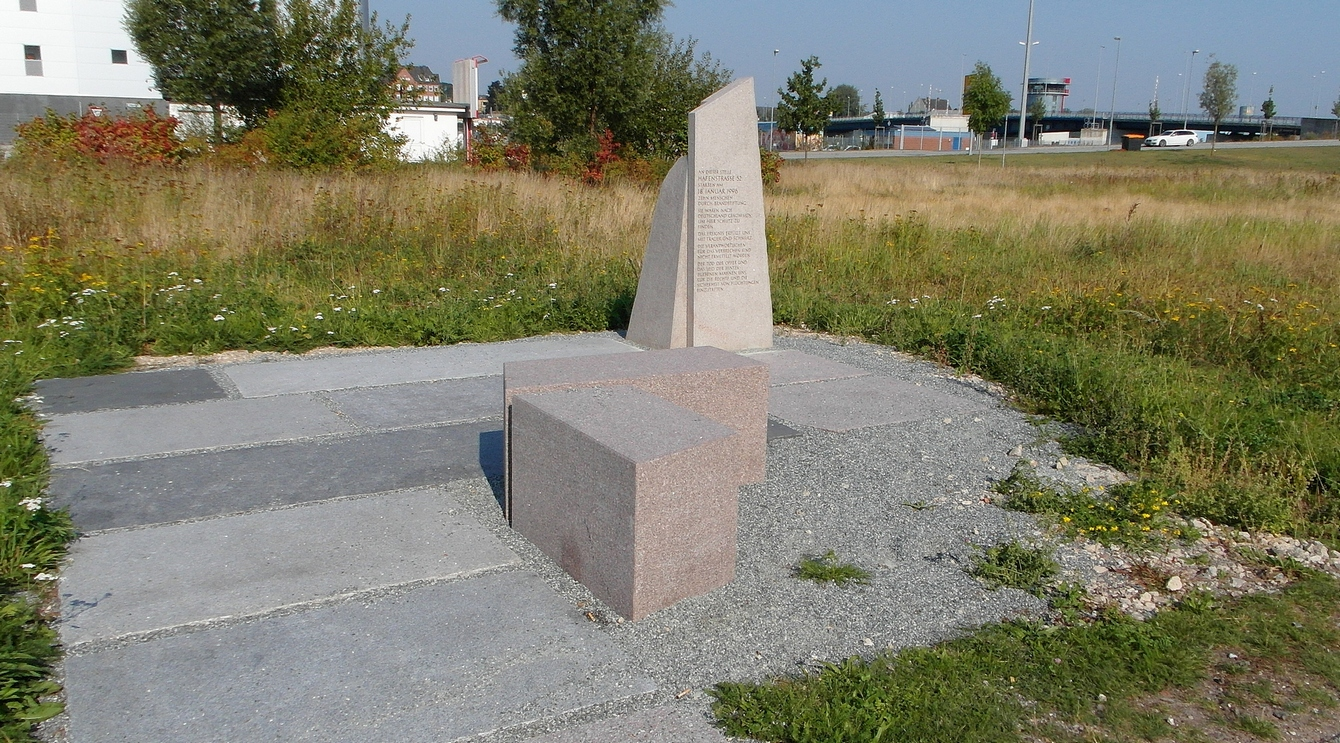
2015 aufgestellter Gedenkstein

2015 eingeweihte Gedenkstätte an den Brandanschlag auf das Asylbewerberwohnheim in der Hafenstraße 52 am 18. Januar 1996. Bei diesem starben zehn Menschen.
Der Gedenkstein steht unweit des Ortes an dem das abgerissene Haus an der Hafenstraße / Ecke Konstinstraße, an dessen Stelle sich heute ein Parkplatz befindet, stand.

### Denkmal für im Nationalsozialismus verfolgte Homosexuelle

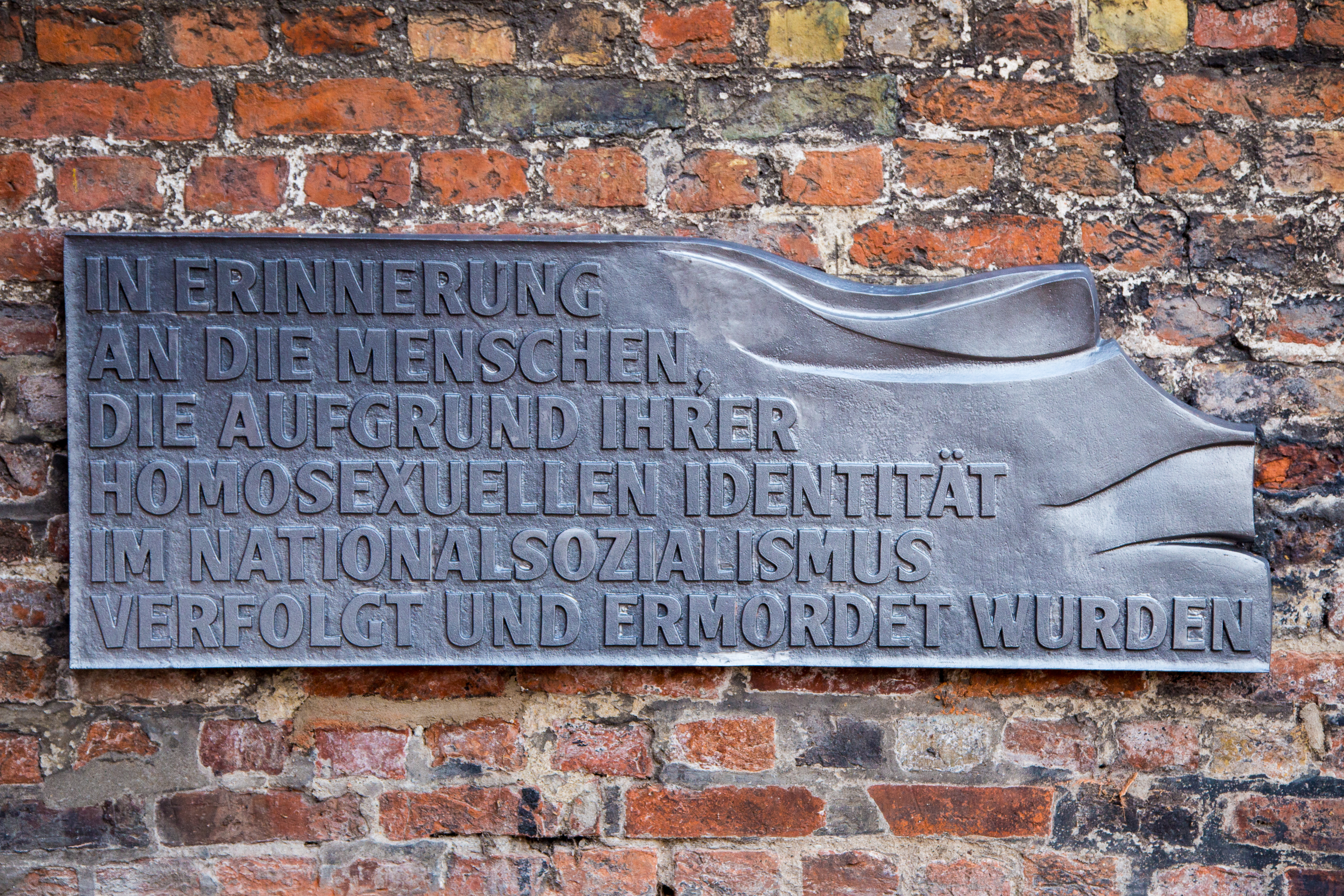
Denkmal für im Nationalsozialismus verfolgte Homosexuelle in Lübeck

Das Denkmal für im Nationalsozialismus verfolgte Homosexuelle ist eine Ergänzung zur zentralen Gedenkstätte für die Opfer der nationalsozialistischen Gewaltherrschaft an der Parade zwischen dem Zeughaus und dem Haus der Kulturen in Lübeck. Die gusseiserne Gedenktafel wurde am 23. Januar 2016 enthüllt und stammt vom Lübecker Künstler Erich Lethgau. Das Denkmal ist weltweit das 8. seiner Art in einem innerstädtischen Bereich.

### DenkmalDie Bergende(Heim Vorwerk)
Die Bronzeplastik Die Bergende von Heinrich Brand steht auf dem Gelände der Diakonie Nord-Nord-Ost als Mahnmal für den Abtransport und die Tötung von zehn jüdischen Bewohnern der Vorwerker Heime 1940. Die Inschrift auf dem steinernen Sockel verweist darauf, dass die zehn Bewohner damals nicht geschützt und behütet werden konnten.

## Heute nicht mehr existierende Erinnerungs- und Denkmale
- Denkmal für die Gefallenen der Befreiungskriege, St. Marien, zerstört 1942
- Denkmal für die Gefallenen des Ersten Weltkriegs der Oberschule zum Dom von Asmus Jessen (1923), Musterbahn, zerstört 1942
- Denkmal für die Gefallenen des Ersten Weltkriegs der Domgemeinde von Asmus Jessen (1924), zerstört 1942